# Comptoir suisse
Le Comptoir suisse était une manifestation commerciale, devenue foire populaire avec les années, qui avait lieu annuellement au palais de Beaulieu, à Lausanne (Suisse) entre 1920 et 2018. Vitrine des traditions culturelles ou culinaires et du savoir-faire suisse, venant autant de grandes entreprises nationales que d'artisans locaux, elle a longtemps été un rendez-vous annuel incontournable pour nombre de Vaudois et de Suisses,.

## Histoire
Le 20 mai 1916 a lieu dans les Galeries du Commerce de Lausanne, dans un contexte d'incertitude économique due à la guerre, le premier « Comptoir Vaudois d'échantillons » initié, avec l'appui de la Municipalité de Lausanne, par le conseiller municipal Paul Rosset, la Société industrielle et commerciale de Lausanne et la Chambre vaudoise du commerce et de l'industrie. La formule plaît au canton de Bâle-Ville qui organise une foire identique l'année suivante. Devant le succès de la première édition, l'événement lausannois est reconduit en 1917 et 1918 ; il se tient au casino de Montbenon.
Le 15 décembre 1919 est constituée la Société coopérative du Comptoir suisse. À sa tête se trouvent Eugène Faillettaz (président de la Chambre vaudoise du commerce), Gaston Boiceau (conseiller municipal), Albert Grenier, Gustave Kernen et Charles Boiceau (commerçants). Le Conseil fédéral donne le 18 juin 1919 son accord pour l'organisation de deux foires d'importance nationale : la première (la « Foire suisse d'échantillons ») au printemps à Bâle et la seconde (qui prend le nom de « Comptoir suisse » pour les produits de l'alimentation et ceux qui intéressent l'agriculture) durant les deuxième et troisième semaines de septembre à Lausanne. Le premier Comptoir suisse se tient ainsi en septembre 1920.
Durant les premières éditions, le Comptoir suisse est pensé comme une manifestation commerciale. La Grande Dépression modifie la foire et ses objectifs et ses organisateurs y voient un moyen de fortifier le marché intérieur en aidant producteurs, petits commerçants et grandes entreprises et de réamorcer les exportations. Organisé d'abord sous de grandes tentes disposées dans le champ de Beaulieu, le Comptoir s'installe ensuite dans le palais de Beaulieu construit dans les années 1930 et dans les halles (construites entre 1950 et 1960) qui entourent le jardin créé en 1956. Ainsi, la foire passe de 580 exposants et 150 000 visiteurs pour une surface d'exposition de 5 933 m2 en 1920 à 2 397 exposants et 1 035 000 visiteurs pour 75 000 m2 en 1965,,,.
L'événement devient au fil des années une vitrine de la place économique suisse : des produits du terroir aux assurances en passant par l'électroménager, l'électronique, le mobilier, l'artisanat et les machines agricoles. Une halle est transformée en écurie qui expose vaches, taureaux, chevaux, petit bétail et oiseaux de basse-cour et le Comptoir suisse reste longtemps un véritable moteur de la modernisation de l’agriculture et un rendez-vous important pour les éleveurs vaudois. La régression du secteur agricole dans la seconde moitié du XXe siècle transforme l’exposition animalière en simple tradition et en spectacle pour citadins. Outre l'exposition, le Comptoir suisse présente des spectacles, des démonstrations, des concours et des dégustations. La « journée officielle » réunit des représentants économiques ainsi que de nombreuses personnalités politiques dont, traditionnellement, un membre du Conseil fédéral et les 7 Conseillers d'État vaudois. Chaque année depuis 1946, un pays ou une région est invité ; cet « hôte d’honneur » participe au développement des relations commerciales extérieures en donnant à la fête une touche d'exotisme. Les caves et les divers restaurants et bars installés au sous-sol font partie intégrante de la fête,,,,.
Hormis en 1939, à cause de la guerre, la manifestation a lieu chaque année pendant 10 jours, en septembre, jusqu'en 2018.

## Fréquentation
La première édition attire 150 000 visiteurs. Le Comptoir enregistre certaines années plus d'un million de visiteurs : 1,035 million en 1965, 1,1 million en 1986. La fréquentation baisse drastiquement durant les dernières années : 570 000 visiteurs en 1997, 108 000 en 2017 et 61 000 en 2018. Le Comptoir suisse accueille certaines années jusqu'à 2 000 exposants,,,.

## Fin du Comptoir suisse et naissance du Comptoir helvétique
La 99e édition du Comptoir suisse, qui se déroule en septembre 2018, est la dernière. Comme d'autres foires généralistes dans le pays, minées par une fréquentation à la baisse depuis plusieurs années, il n'est pas reconduit l'année suivante. La manifestation est entièrement repensée et renaît en 2019 sous le nom de Comptoir helvétique. Cette nouvelle foire, de plus petite taille, se veut plus dynamique et axée sur les produits et services nationaux, les nouvelles technologies, la ferme, le terroir et le vin. Il est prévu qu'elle se tienne annuellement, alternativement à Lausanne et au Forum Fribourg de Granges-Paccot. La première édition, en septembre 2019, se tient à nouveau au palais de Beaulieu, mais uniquement dans la halle nord. Les organisateurs attendent entre 75 000 et 100 000 entrées mais l'événement n'attire finalement que 40 000 visiteurs,,,.